# Chacaltaya
Chacaltaya - szczyt w boliwijskich Andach. Ze szczytu widać jezioro Titicaca. Masyw ten leży 30 km od La Paz, w pobliżu Huayna Potosi. Szczyt pokrywa lodowiec, jeden z najwyżej położonych w Ameryce Południowej. Lodowiec ma ponad 18 000 lat, jednak ponad 80% jego powierzchni stopniało od 1987 r., a w 2009 r. zniknął całkowicie.

## Ośrodek narciarski
Lodowiec Chacaltaya to jedyny ośrodek narciarski w Boliwii. Jest to najwyżej położony ośrodek obsługiwany przez wyciąg. Ponieważ w zimie jest tu zbyt zimno na jazdę na nartach, wyciąg działa tylko w wyznaczone weekendy od listopada do marca, co czyni ten ośrodek jedynym w Ameryce Południowej, który działa w trakcie sezonu narciarskiego z Ameryki Północnej. Postępujące globalne ocieplenie zmniejszyło opady śniegu, co ograniczyło tereny nadające się na uprawianie narciarstwa.

## Obserwatorium
Usytuowane na wysokości 5220 m Obserwatorium Astrofizyczne Chacaltaya (Observatorio de Física Cósmica) działa w porozumieniu z uniwersytetami na całym świecie. Jest ważnym stanowiskiem badania promieniowania gamma.

## Galeria

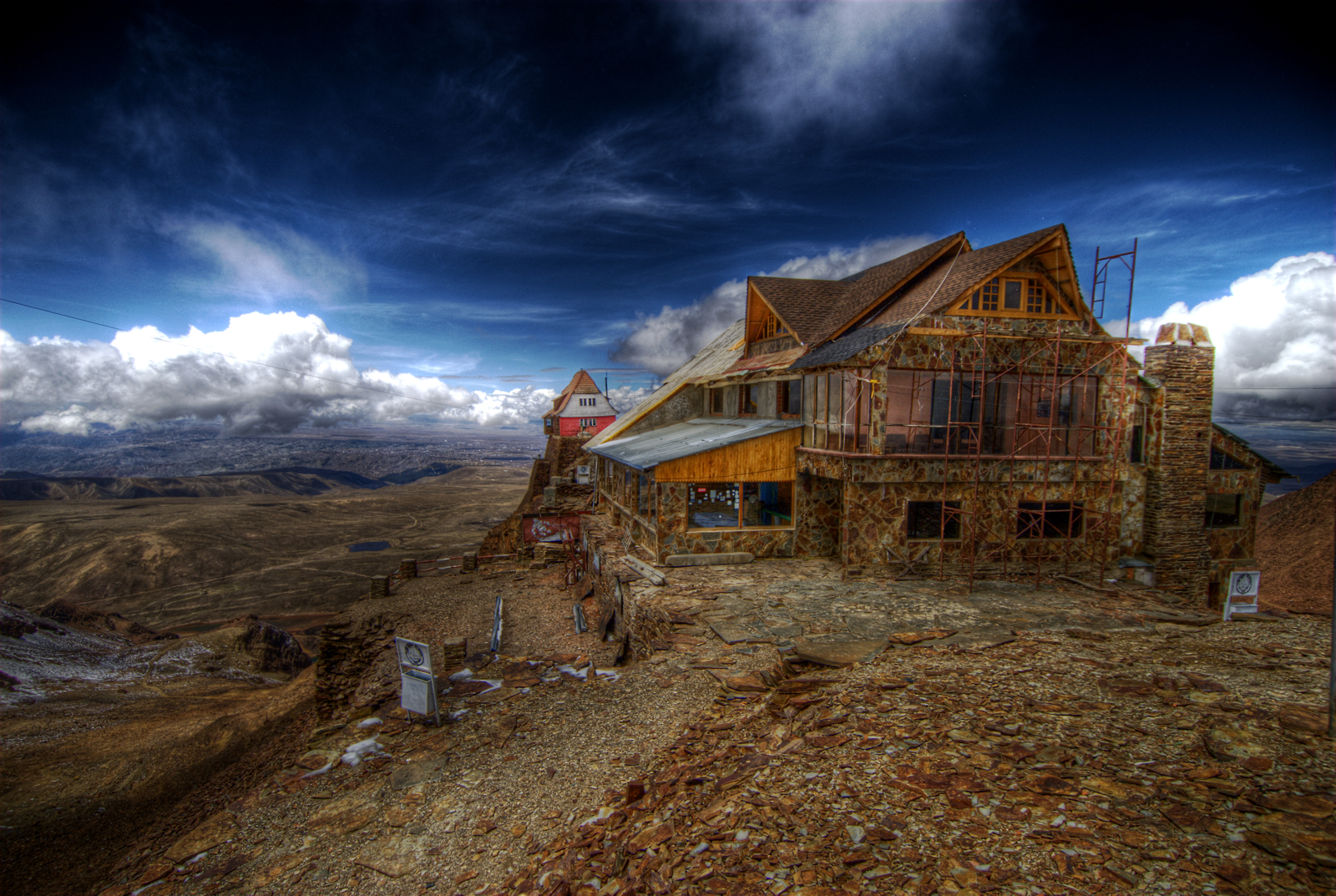
Ośrodek narciarski Chacaltaya
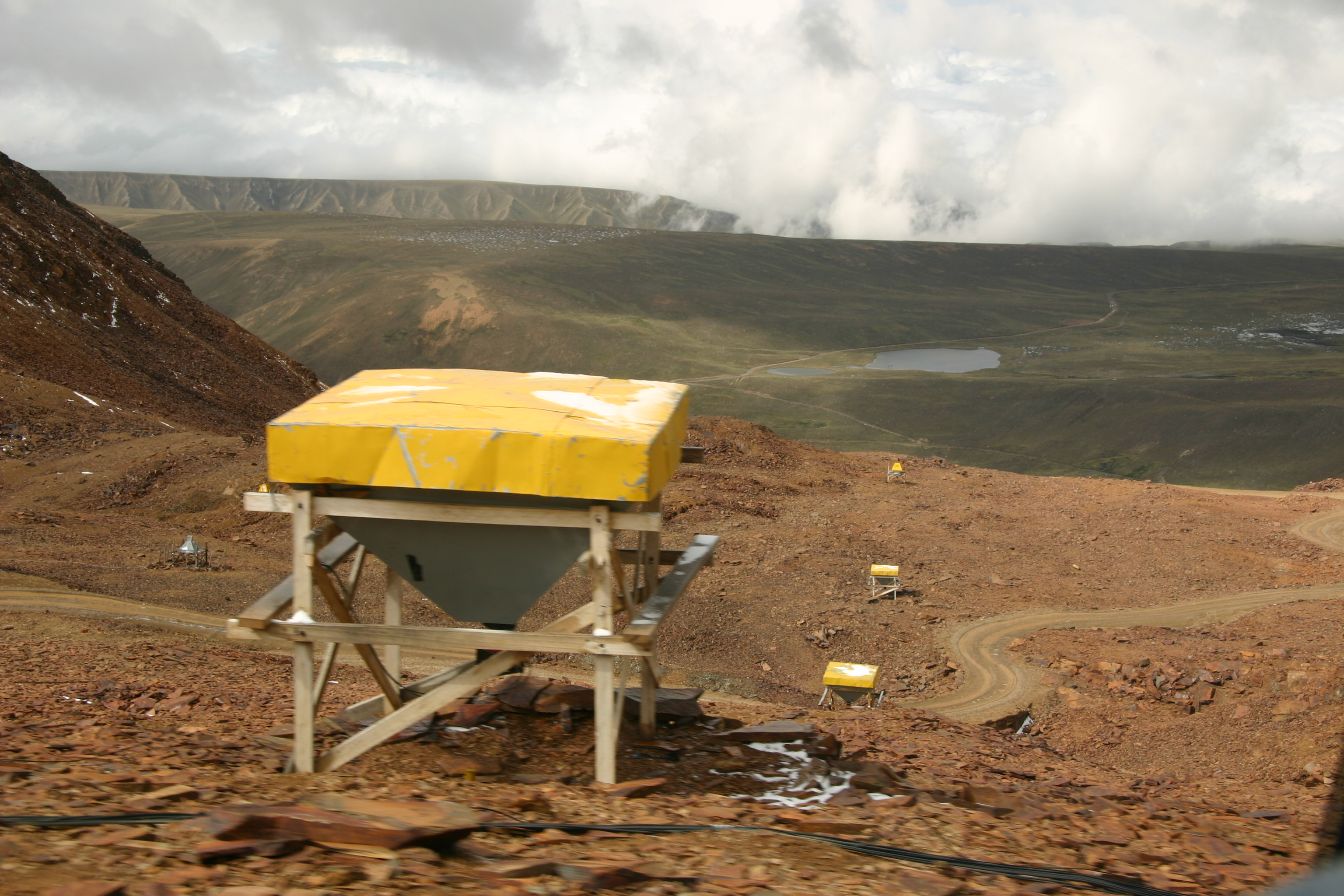
Detektor cząstek promieniowania kosmicznego na górze Chacaltaya
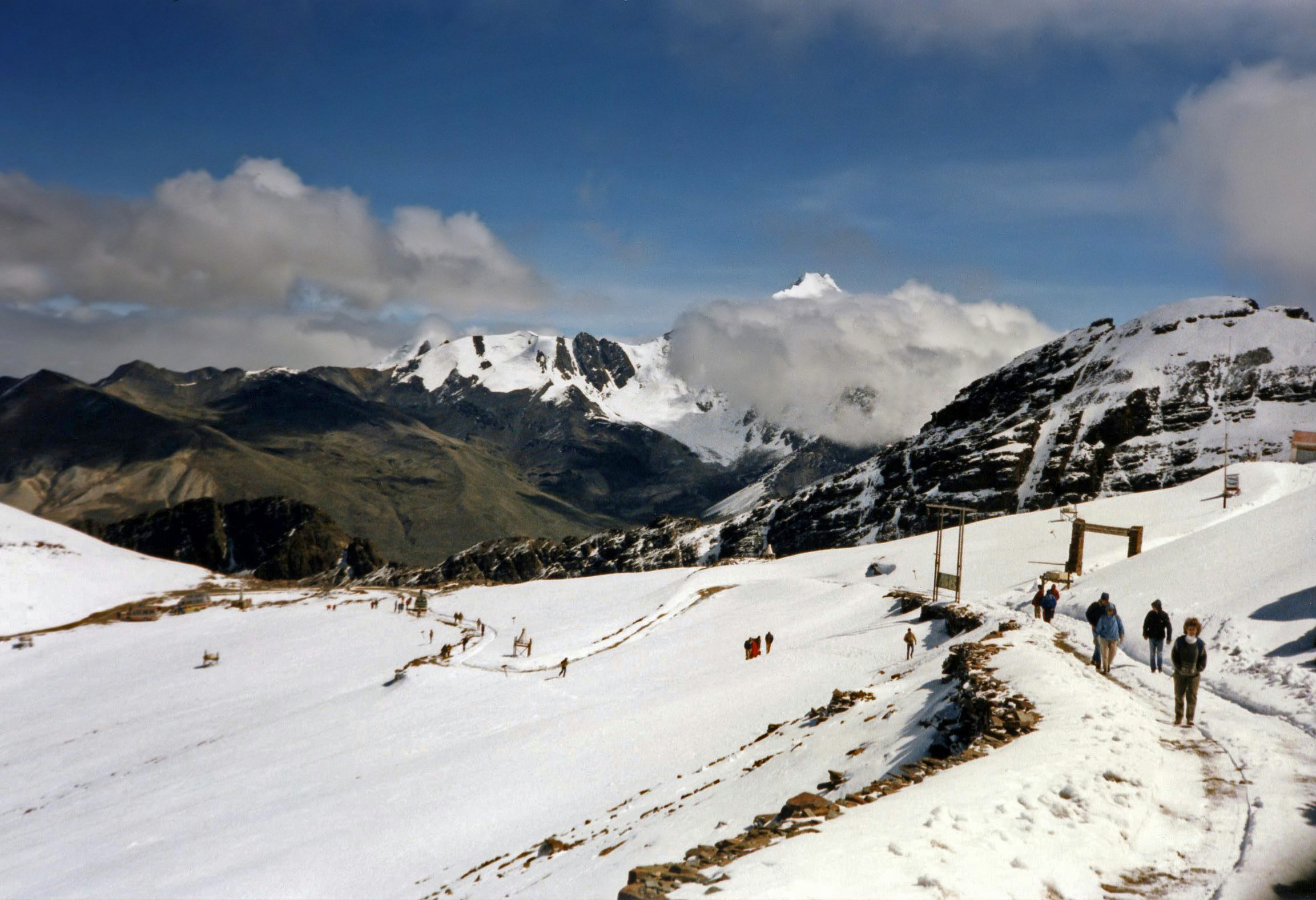
Chacaltaya
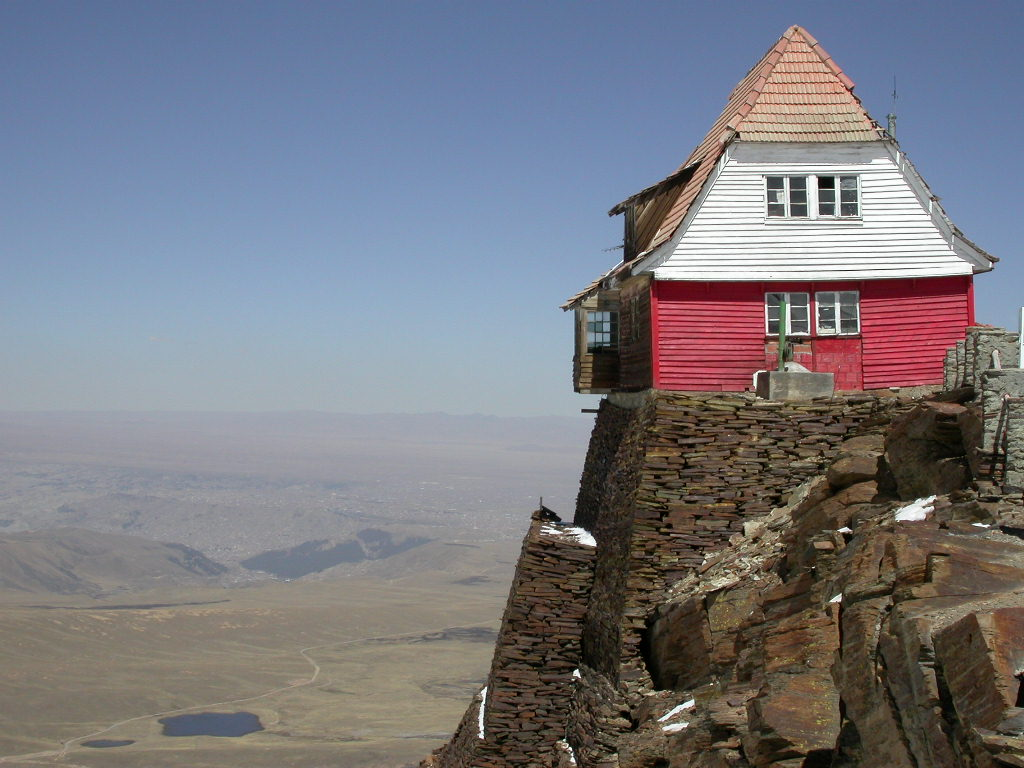
Schronisko Refugi Chacaltaya (5220 m)